# Taubenborn
Taubenborn ist eine Bergmannssiedlung, die zur Gemeinde Bad Grund (Harz) im Landkreis Göttingen in Niedersachsen gehört.

## Lage
Taubenborn liegt am Rand des Kernorts von Bad Grund, nördlich des Bergwerks Hilfe Gottes am Westrand des Harzes. Die nächstgrößere Stadt ist Osterode am Harz.

## Geschichte
Die Siedlung am ehemaligen Totemannsteich entstand Anfang der 1950er Jahre für die Bergarbeiter der Grube Hilfe Gottes. Im Juni 1953 zogen die ersten Bergleute in ihre Häuser an der Schlesierstraße ein. Später kam ein Lebensmittelgeschäft, eine Kirche und eine Gaststätte hinzu. Dort, wo sich heute die Siedlung befindet, lag einst ein Absitzbecken der Erzaufbereitung der Grube Hilfe Gottes. Hier befand sich bis in die 1930er Jahre der Totemannsteich, der als Betriebswasserteich für die Grube diente. Als dieser wasserwirtschaftlich nicht mehr benötigt wurde, erfolgte die Verfüllung dieses Talbereichs mit Aufbereitungsabgängen. Übrig blieb das heute als Taubenbornteich bezeichnete Restwasserloch. Die früheren Bewohner der hier in den 1950er Jahren errichteten Taubenbornsiedlung hatten seitens des Grubenbetriebs daher ein Badeverbot im Teich, ebenso durfte in den Gärten der Siedlungshäuser nichts Essbares angebaut werden. Die Siedlung steht somit auf einer Altlast.
Mit der Umwandlung der Samtgemeinde Bad Grund (Harz) in eine Einheitsgemeinde wurde Taubenborn am 1. März 2013 zusammen mit Laubhütte und der Bergstadt Bad Grund (Harz) ein eigenständiger Ortsteil der Gemeinde Bad Grund (Harz).

## Ortsrat und Ortsbürgermeister
Auf kommunaler Ebene wird Taubenborn vom Ortsrat der Bergstadt Bad Grund (Harz) vertreten.